# 長水丸
長水丸（ちょうすいまる）は、鉄道院→日本国有鉄道関門航路に在籍した鉄道連絡船。
同型船に豊山丸がある。

## 構造
1920年（大正9年）12月4日、豊山丸と同時に浦賀船渠により竣工し、同年12月27日に関門航路に就航した客船である。輸送需要の増大に伴い、従来の門司丸に比べて大型化されている。
門司丸からの改良点として、上甲板の前後に手押し車室を設置したことが挙げられる。従来は手小荷物・郵便物は桟橋で手押し車から船に積み替えていたが、本船では手小荷物・郵便物を手押し車に載せたまま積み下ろしすることが可能となり、積卸の効率化が図られた。後年にはこの手押し車室に自動車や自転車を積み込んで輸送していた。
上甲板が手押し車室となったため客室は手押し車室上部の遊歩甲板上に設置された。下関 - 門司間の都市間利用客数が増加していたため、本船では右舷に貴賓室を設けたほかは客室の大半が3等室となり、2等室が廃止された。

## 運用
1942年（昭和17年）7月1日、関門トンネルが開通し、鉄道車両渡船が廃止される。関門航路は門司港駅周辺など、関門トンネルのルートから外れた地域の住民のために運航は続行された。
1946年（昭和21年）5月1日、仁堀航路が運航開始したことにより、長水丸は仁方航路に転籍となったが、1951年（昭和26年）に大島航路の五十鈴丸が仁堀航路に配属されたことにより、関門航路に戻った。
1961年（昭和36年）6月15日のダイヤ改正により関門・大島・宮島航路共通の予備船となった。
1964年（昭和39年）10月上旬から仁堀航路の五十鈴丸が定期検査に入ったため、玉川丸が同航路で運航された。このため予備であった長水丸が運航に入り、同年10月31日の関門航路最終日にも運航された。同年11月1日の関門航路廃止により運航を終了する。

## 要目（新造時）
- 総トン数：410.0t
- 全長：121.0 ft　（35.0m）
- 全幅：28 ft
- 航海速力：10.0kt
- 乗客：749名（1等5名、3等744名）

※1 ft=0.3048m